# The Phone (2002)
The Phone ist ein Horrorfilm des südkoreanischen Filmregisseurs Ahn Byeong-ki aus dem Jahr 2002. Die Hauptrolle spielt Ha Ji-won. Der Film handelt von einer Handynummer, deren Besitzer sterben oder verschwinden.

## Handlung
Nachdem die Journalistin Seo Ji-won einen Pädophilie-Skandal ans Licht gebracht wird, erhält sie Anrufe eines Stalkers. In der Folge ändert sie ihre Handynummer. Außerdem wird sie von ihrer engen Freundin Ho-jeong und ihrem Ehemann Chang-hoon nach Bangbae-dong eingeladen, wo ihnen ein freies Nachbarhaus gehört. Als Ho-jeongs Tochter Yeong-ju plötzlich einen Anruf an Ji-wons Handy entgegennimmt, fängt sie an zu schreien und beginnt, sich merkwürdig zu verhalten. Sie zeigt starke Zuneigung gegenüber ihrem Vater. Die Ärzte meinen, sie entwickle sich dennoch normal und solche Gefühle seien in dem Alter nichts ungewöhnlich.
Ji-won sieht derweil einen Geist, der Beethovens Mondscheinsonate spielt. Ji-won erhält weiterhin Anrufe und vermutet den Stalker. Dieser könne die Nummer allerdings nicht kennen. Also forscht sie nach Informationen zu der Nummer, die auf 6644 endet. Dabei findet sie heraus, dass die beiden vorherigen Besitzer der Nummer beide verstarben. Zuvor hatte noch ein Mädchen diese Nummer. Sie verschwand allerdings. Durch ihre weiteren Nachforschungen findet sie heraus, dass ein Schulmädchen namens Jin-hee diese Nummer hatte. Durch ihre Mitschüler erfährt sie, dass sie in jemanden unsterblich verliebt war, niemand die Person kannte und die Person Jin-hee irgendwann nicht mehr beachtete, ihre Anrufe ignorierte etc.
Sie findet das Tagebuch von Jin-hee, wodurch sie erfährt, dass sie ihn Chang-hoon verliebt war. Ho-jeong fand heraus, dass sein Mann eine Affäre hat und konfrontierte Jin-hee. Dabei sagte Jin-hee, dass sie ihn nie verlassen werde. Außerdem sei sie schwanger. Dies machte Ho-jeong sorgen, da sie selbst unfruchtbar ist und ihr Kind nur durch eine Eizellspende von Ji-won bekommen konnte. Im Kampf stieß Ho-jeong versehentlich Jin-hee die Treppe runter, die verstarb. Die Leiche mauerte sie in der Wand ein.
Als Ji-won Chang-hoon konfrontiert, findet sie auch die Leiche. Doch dann taucht Ho-jeong auf. Sie tötet Chang-hoon und macht Ji-won mit einem Elektroschocker bewusstlos. Sie will es so aussehen lassen, als hätte Chang-hoon Selbstmord aufgrund der Affäre begannen. Die Leiche von Jin-hee will sie gemeinsam mit Ji-won verbrennen. Doch plötzlich erwacht Jin-hee Geist und übt Rache an Ho-jeong und rettet dadurch Ji-won.

## Rezeption
The Phone startete am 26. Juli 2002 in den südkoreanischen Kinos. Jamie Russell von BBC gab dem Film 3 von 5 möglichen Sternen.